# 魔裝機神系列
《魔装机神》指的是萬普公司（Banpresto）在其发行的游戏超级机器人大战系列中所加入的第一部原创作品，所指的內容又可約細分為以下三者：
- 在DC戰爭篇中，與DC組織一起誕生的原創機體與劇情，作品名「魔裝機神賽巴斯塔」。因此舊系列中部分劇情也被視為是魔裝機神正統劇情。
- 從超級機器人大戰獨立出來的遊戲魔裝機神系列。SFC上的第一款屬於DC戰爭劇情的延伸。之後就以此做為其他機戰的參戰作品。但2010年開始的復活作，就盡量避免與DC戰爭篇有過深的關聯，讓魔裝機神劇情可以獨立討論。
- 與OG合併後的參戰作品，如同其他大部分的原創作品，盡可能除去版權劇情，留下原創劇情，也因此讓魔裝機神I重製版、II、III都改成能與OG接軌的劇情。但由於II、III依然能做作為SFC版的LOE的續作，讓魔裝機神故事的可分為依附DC戰爭和依附OG兩者。

## 概要
魔裝機神系列承襲超級機器人大戰的戰棋式SLG玩法，但在系統上有大幅修改，例如從SD造型轉變為真實比例，取消空地地形因子，增加高低差因子，成為魔裝機神的特色。
魔裝機神从第2次机器人大战开始以原創參戰作品加入游戏，其后在超级机器人大战系列游戏中频繁出场，EX中首次擔任最主要主角，并且最终和萬普公司的其他原创作品整合到《超级机器人大战原创世纪》。
魔裝機神最初的角色只有風魔裝機神賽巴斯塔（安藤正樹）、瓦爾西翁妮（琉妮）、格蘭森（白河愁），以及一些較次要的原創敵人（如比安博士），登場作品命名為「魔裝機神賽巴斯塔（魔装機神サイバスター）」。
SFC末期推出繼EX後，第二部以魔裝機神與拉·基亞斯為主軸的故事，命名為「超級機器人大戰外傳 魔裝機神 THE LORD OF ELEMENTAL」，而且本作沒有其他參戰作品，完全是魔裝機神的獨立化作品。此後(alpha系列起)登場作品更名為「魔裝機神LOE」，但此期間爆發公司分家與版權問題，之後魔裝機神僅能充當配角。
2010年，魔裝機神之父坂田雅彥重新與Banpresto合作，推出魔裝機神LOE的復刻版，併入OG系列一環，命名為「超級機器人大戰OG SAGA 魔裝機神 LORD OF ELEMENTAL」，不過參戰作品名維持「魔裝機神LOE」。
2012年，魔裝機神推出正統續作，同年出版的第二次OG也加入了拉·基亞斯舞台與新劇情。
雖然有「Banpresto只有賽巴斯塔和格蘭森版權，而世界觀及其他機體版權屬於Winkysoft」的說法，但從未得到證實。

## 原創背景

### 創始 ─ 2000年以前
超級機器人大戰首次加入的原創作品，就是魔裝機神。登場作品名當時被稱作。(第一次)超級機器人大戰，都是採用永井豪和GUNDAM等他人創作的作品；到了第二次超級機器人大戰，Banpresto公司以為原型，加入了自己的原創機器人、原創角色、原創組織(朗德貝魯和DC)，並以其中的安藤正樹(アンドー　マサキ)作為帶出原創劇情的主要角色，比安博士為DC最後頭目，比安博士女兒琉璃化敵為友，白河愁則是正樹的主要敵人。
第三次超級機器人大戰後，Banpresto推出了外傳形式的遊戲：超級機器人大戰EX，這次完全以魔裝機神的世界為主軸，創建了地底世界拉·基亞斯，擴大解釋魔裝機神的世界觀，正樹等人成為真正的主角，另外三架魔裝機神以及眾多魔裝機都在此部作品初登場。第四次超級機器人大戰四架魔裝機神也都有出場。
SFC末期，1996年，魔裝機神的原創團隊決定再推出另一外傳作品，裏頭完全只有魔裝機神等相關原創角色機體登場，並命名為「魔裝機神The Lord of Elemental」，自此起作品名稱不再稱為，而是「魔裝機神(LOE)」。LOE的故事涵蓋了第二次超級機器人大戰之前還有第四次超級機器人大戰(或者說是超級機器人大戰F)之後魔裝機神世界的故事。
隨後在超級機器人大戰F開發的同時，本也打算推出魔裝機神LOE的續作，但因為F工作量龐大，人力都專注在F上，計畫就被取消。

### 2000年 ─ 2010年
之後魔裝機神的原創團隊Winkysoft獨立出Banpresto，足足十餘年間，魔裝機神的故事與伏筆也就停止發展，除了超級機器人大戰α外傳以外，往後魔裝機神LOE的出場機組也都只有風魔裝機神一架。

### 2010年後
2010年，Winkysoft有魔裝機神之父之稱的坂田雅彥離開Winkysoft，和機戰之父寺田再次攜手，於NDS上推出了魔裝機神LOE的復刻版，更名為「超級機器人大戰OG SAGA 魔裝機神I LORD OF ELEMENTAL」，並微修故事符合OG系列，不過登場作品依舊維持「魔裝機神LOE」。
2012年年初，曾經胎死腹中的二代復活，在PSP上推出《超級機器人大戰OG SAGA 魔裝機神II REVELATION OF EVIL GOD》，讓魔裝機神的故事相隔十六年後終於有了新章。
2013年，魔裝機神第三代作品《超級機器人大戰OG SAGA 魔裝機神III PRIDE OF JUSTICE》問世。
2014年，魔装机神系列最终作《超级机器人大战OG SAGA 魔装机神F COFFIN OF THE END》公布。

## 魔裝機神的世界
魔裝機、魔裝機神發源的世界名為拉·基亞斯(ラ・ギアス)，位於地球內部歪曲的空間。拉·基亞斯的世界不存在水平線和地平線，太陽在中天不會移動。但是太陽的週期和地上一樣，當太陽的光變暗、消失時，然後月亮就會代替太陽支配著世界。這個週期相當於地上北緯30到40度的歲差運動。
從拉·基亞斯可以經過稱為「Gates」的接點來到地上。

拉·基亞斯給人的時代感覺是中世紀的歐洲。

拉·基亞斯的資料：

面積：4億5286平方km

人口：15億4891萬人

陸地面積：2億128萬平方km

海洋面積：2億5078萬平方km

### 拉·基亞斯的主要國家
- 神聖蘭格藍王國（神聖ラングラン王国）
  - 三大國之一
- 修特多尼亞斯連合（シュテドニアス連合）
  - 三大國之一
- 巴戈尼亞連邦共和國（バゴニア連邦共和国）
  - 三大國之一
  - 是150年前，由神聖蘭格藍王國獨立出來的新國家
- 艾克修爾共和國（エクシール共和国）
- 拉達多王國（ラーダット王國）
- 斯多洛海姆人民共和國（ストロハイム人民共和国）
- 梅蒂娜國（メディーナ国）
- 艾利亞爾王國（エリアル王国）
- 沙扎公國（サザ公国）
- 菲爾蒂菲亞民主共和國（フィルディフィア民主共和国）

## 主要人物
安藤正树（声优：绿川光）
主角，17岁，男，生于日本东京。风之魔装机神賽巴斯塔的操纵者。初次登場：第二次超級機器人大戰。父母双亡，运动万能兼超级路痴，如果没有人指引常常会迷路。地底世界的名字是，即被授予劍神之名。使魔为一黑一白两只猫小黑（声优：佐久间玲）和小白（声优：折笠爱），喜歡吐槽主人。在白河愁杀死义父后视其为仇敌而一直追寻其踪迹，但随着故事的进行慢慢改变了看法。
专用BGM（在《EX》以前曲名為）、精靈憑依BGM（《ROE》起）
操纵机体：杰奥姆、风之魔装机神賽巴斯塔。
白河愁（声优：子安武人）
初次登場於第二次超級機器人大戰。23岁，男，神圣蘭格藍王国第287国王的王弟凯恩大公与地上人白河美咲所生。本名克里斯托弗·泽奥·沃库鲁斯，但还是更喜欢母亲给他取的名字“白河愁”。神圣古兰王国第三王位继承人。由于地上人血统曾饱受歧视，只信赖自己的母亲。但后来被精神失常的母亲为了返回地上而当作生祭的祭品。在胸口被刺的情况下其强烈的求生欲望被邪神瓦尔库鲁斯看中并订下契约，虽然因此活了下来但也受到了邪神的控制。
性格沉稳，对待任何人永远使用敬语。其人亦正亦邪，经常使用模棱两可的语言，喜欢站在幕后操纵他人。其人本质并不坏，但由于漠视普通人，不喜解释且不时遭到邪神控制的缘故，经常成为我方的敌人。但其最终目的是为了从邪神的控制中解脱，为此不惜一切手段。
智力远超常人，拥有数十个博士学位，并且是各种高科技的顶尖专家，同时还擅长炼金术与魔法。在几乎所有出场作品中都从一开始就对于故事幕后的黑幕瞭如指掌。
使魔是一只叫做琪卡（チカ）的蓝色小鸟，和沉稳寡言的本人不同，非常饶舌且经常发表出人意外的言论。因为使魔代表主人心中隐藏的部分所以经常被其他人为此吐槽。
专用BGM为（《LOE》起）及《Armageddon》（《第四次》前，新·格蘭森限定，另於GB版《第二次》及《第四次S》中無區非新·格蘭森型態與否）。
操纵机体：格蘭森、新·格蘭森。
琉妮·索塔克（声优：日高奈留美）
16岁，女。初次登場於第二次超級機器人大戰。DC总帅比安·索塔克的独生女。由于从小接受训练而有着超常的臂力、运动神经和反射神经。起初作为了打倒父亲的敌人出现，加入后由于正树的一句“你很可爱。”而喜欢上了正树。后来一直居住在拉·基亚斯。
专用BGM为（《LOE》起）。
操纵机体：瓦爾西翁妮、瓦爾西翁妮R。
黄炎龙（声优：井上和彦）
24岁，男，中国人，原为体育教师。炎之魔装机神格蘭威爾的操纵者。初次登場於超級機器人大戰EX。喜爱钻研考古和历史，同时也擅长中国拳法，喜欢说教。使魔为风生兽（中国神话中的神兽，形似黑豹）朗西奥，跟主人一樣愛說教。专用BGM（《LOE》起）、精靈憑依BGM（《POJ》起）。
操纵机体：迪恩霍斯、炎之魔装机神格蘭威爾。
裘蒂·諾芭克（声优：井上喜久子）
20岁，女，芬兰人。水之魔装机神加蒂斯的操纵者。初次登場於超級機器人大戰EX。正树的义姐（自称）。擅长滑雪和开车，并拥有A级驾驶执照。喜爱做饭但却完全没有天赋。使魔为两只狼弗雷克和葛里，但溫馴的跟狗一樣。专用BGM（《LOE》起）、精靈憑依BGM（《POJ》起）。
操纵机体：法尔克、水之魔装机神加蒂斯。
贵家澪（声优：金井美香）
15岁，女，日本人。操纵地之魔装机神札姆吉德。初次登場於超級機器人大戰EX。父母死于空难的孤儿。拥有和幼稚外表不相称的精神年龄。合气道3段。喜爱电视剧和相声，是个能够活跃周围气氛的人物。使魔为三只鴨嘴獸乔恩、乔萨克、乔治，名字来源于相声组合“Let's Go! 三匹”。专用BGM（《LOE》起）、精靈憑依BGM（《POJ》起）。
操纵机体：迪亚布罗、地之魔装机神札姆吉德。
謝妮雅·古拉妮亚·比尔西亚（声优：皆口裕子）
初次登場於超級機器人大戰EX。神圣蘭格藍王国第287国王阿尔扎鲁与正妻赛罗妮之长女，18岁。由于曾经未能通过魔力测试而失去王位继承资格。爱好为电脑和魔装机的制造，座机诺尔斯·丽即为自行开发。由于在机械和电子方面的能力而在设计局和情报局担任要职，並具有開鎖和駭客技能。專用BGM（《ROE》起）
操纵机体：诺尔斯·丽。
温蒂·拉斯姆·伊克娜特（声优：大原沙耶香）
27岁，神圣兰古兰王国技术士，賽巴斯塔的设计师。性格温柔，有着蓝紫色长发的成熟女性。在诸多事情后与琉妮一起成为了正树的恋人。对自己的年龄非常在意。
操纵机体：无。
普蕾西亚·谢诺萨基斯（声优：兴梠里美）
初次登場於《超級機器人大戰EX》。正树的义妹，12岁。虽然年幼但剑术和魔装机的操作技术都很突出。专用BGM（《LOE》起）。
操纵机体：迪亚布罗。
艾蘭·谢诺萨基斯（声优：神谷浩史）
初次登場於魔裝機神II。
操縱機體：魔裝機帝。

## 魔裝機與魔裝機神
魔裝機是為了對應拉·基亞斯中，蘭格藍（ラングラン）王國的危機而製作出來的兵器，是集合了蘭格藍王國的魔術、鍊金學技術開發的。
操作魔裝機不需要魔力，而是需要名為普拉那（ブラーナ）的能量。隨著感情的波動，激發普拉那的流動，就可以發揮魔裝機的全部性能。
正魔裝機製作了16架，當中性能最突出的4架就稱為「魔裝機神」，屬於A級魔裝機，剩下的便是B級魔裝機。
正魔裝機各自對應著相應的守護精靈。4架魔裝機神分別得到的是4大精靈：火、水、風、大地的加護。
蘭格藍政府軍使用的是以正魔裝機為藍本做出來的量產機，屬於C級魔裝機。
土木工程用的魔裝機屬於D級魔裝機。

### 使魔
魔裝機神駕駛者才擁有使魔（使い魔）（白河愁是特例），亦即用魔法和煉金術創造出來的僕人，使魔個性是主人個性的一部分，所以除了絕對著主僕關係外，使魔通常也能和主人相處融洽，但正樹的使魔常吐槽正樹，剛創造出來時正樹隨便取名，讓他們非常生氣，神官因此而大感詫異，使魔也會反抗主人（雖然不是真的反抗，只能說是性格表現，也算是一種融洽的相處模式）。
有了使魔，魔裝機神就能搭載由使魔操控的武器─（Familiar，源自Familiar Spirit，意同使魔），大部分遠程武器都有命中率較低的缺點，但使魔武器因由使魔操控，命中率得以提高，在大部分的機戰作品中，使魔武器命中率補正和必殺一擊率補正都是正值。
事實上，一般魔裝機神搭載的都是進階使魔武器：（Hi-Familiar），Familiar設定上是初階的使魔武器，且只有在魔裝機神I中出現，透過第二段改造，Familiar就能升級為Hi-Familiar。

### 精靈憑依
原本魔裝機和魔裝機神只是與精靈締結契約，借用精靈的力量。
而（日文漢詞，意為「精靈附身」）／（possession，本意為附身）則是讓精靈直接進入體內，讓魔裝機與魔裝機神能力大幅上升，但相對會耗盡契約者的「精氣普拉納（プラーナ,源自梵文）」，陷入氣絕危機。
魔裝機神I中，正樹因為復仇心而誘發精靈憑依，還聽到了風之高位精靈賽菲絲的聲音，隨後精氣耗盡，深陷危機（Scene-35「絕望深淵」，第一章）。效果是氣力突破限界，上升為+200（相當於一般機戰的氣力300）。
魔裝機神II中，魔裝機操作者提安（ティアン）和水炎兩魔裝機神炎龍、裘蒂亦遭遇重大危機而誘發精靈憑依，一樣精氣耗盡（第8/9話「暗殺者」、第20/21話「艾蘭的目的」）。
神秘敵人魔裝機帝出現在正樹一行人面前，他能進入精靈憑依狀態卻不耗盡精氣，讓正樹等人備受威脅（第15/16話「艾蘭·傑諾薩奇斯」或「還有一架賽巴斯塔」）。
之後正樹因故重新修煉，卻因禍得福，風之高位精靈現身，與之直接交談，並得到了能藉由意志操控精靈憑依的能力（第23/24話「迴狂瀾於既倒」）。效果：氣力+30才能發動，一張地圖只能發動一次，持續時間有限，主要改變在武裝，只留三招：近戰攻擊、使魔武器、必殺技，但威力都大幅提升，且必殺技更升級為「真傳」。
魔裝機神III中，其他三位魔裝機神駕駛也陸續得到以意志操控精靈憑依的能力。效果大致與II代相同。
從魔裝機神II開始，精靈憑依狀態四大魔裝機神和魔裝機帝各自有新的戰鬥音樂：、
第一次α與α外傳引用了部分LOE的情節，包括正樹能以意志發動精靈憑依。雖然LOE中正樹只發動過一次而且是被動的，但α系列並不是魔裝機神故事的延伸，只是讓魔裝機神作為參戰作品，所以裡面的修改並不影響「原著」，「原著」中真正能以意志發動精靈憑依，是出自2012年出版的II代。效果：氣力140以上發動，運動性、裝甲等機體能力提升。

## 神聖蘭格藍王國
神聖蘭格藍王國是有5萬年歷史的王國，是拉·基亞斯的三大國之一。人口約2億2千萬人。行政方面分成32個自治州，每個州有獨立的司法、立法、行政權。

### 王位的繼承
王家的人到了15歲會進行魔力測試，不合格的話就不能得到王位的繼承權。

### 政治體制
蘭格藍的政治體制是君主立憲制，議會分成元老院和庶民院。元老院是世襲制，庶民院是4年一度，由各州以人口比例選出。選出的方法各州也不一樣，有推薦、選舉等各種方法。庶民院的人數是固定650名，元老院人數不定，現在是855名。

法案由庶民院的議員提議和起草，得到庶民院3分之2議員贊同的話會送到元老院作第二次審議。得不到元老院3分之2票數通過的法案會被退回庶民院。但是如果於庶民院再審議後，得到4分3的票數通過，就會無條件地上奏法案。上奏的法案得到國王認可的話就會公佈。而國王有拒否權。
政策由行政院推行。行政院分成總督府、內務府、外務府。由首相帶領內閣，閣僚由是國王指定的。首相的任期是4年。

### 地理環境
蘭格藍的地方是以州、市、町來區分。
- 蘭格藍州：王都蘭格藍市是國家的中央，集合了主要的政治機構。另外還有標高2112m的卡捷特山(カジェッタ山)和賽因特市（サインド市）。
- 萊奧特州(ライオット州)：蘭格藍最大的神殿－索拉蒂斯（ソラディス）神殿就是位於萊奧特州。

### 魔法結界
蘭格藍為了防止魔法被濫用，在全土展開了魔法結界。結界內的魔法效力減弱，而且不能使用大規模的破壞魔法。結界還會中和過大的能量，所以在結界內，核武器之類的廣範圍破壞兵器會變得無力化。結界的魔力是由國王供給。

## 精靈
拉·基亞斯的精靈分成火、水、風、大地四種，四種精靈之中各有一個大精靈。大精靈被稱為高位精靈，其他的稱為低位精靈。
另外還有不屬於四大種族的精靈種「光」「闇」「刻」「空」，稱為聖位，聖位只存在於遊戲設定之中，現時仍未出現與聖位精靈簽訂契約的魔装機。
又，「魔裝機帝」傑爾沃德的簽訂契約的精靈是不屬於四種精靈之中的高位精靈「無」。

### 風系精靈
聖位：空
高位：風 賽菲絲 → 賽巴斯塔
低位：
- 龍卷
- 陽炎
- 砂嵐
- 鎌鼬
- 北風
- 春風
- 颱風
- 雲

### 水系精靈
聖位：刻
高位：水  → 
低位：
- 冰
- 霧
- 雪
- 泉
- 川
- 湖
- 雨

### 火系精靈
聖位：光
高位：炎  → 
低位：
- 雷
- 電光
- 熱風
- 岩漿()
- 不知火
- 煙
- （閃電之意） ディンヒュール
- 流星

### 大地系精靈
聖位：闇
高位：大地  → 
低位：
- 森
- 巖
- 砂
- 鐵
- 山
- 花
- 地震
- 火山

## 參戰作品
主要參戰作品(粗體字為魔裝機神系列) 依首發時間排序
- 第二次超級機器人大戰
- 第三次超級機器人大戰
- 超級機器人大戰EX
- 第四次超級機器人大戰
- 超級機器人大戰F
- 超級機器人大戰外傳 魔裝機神 THE LORD OF ELEMENTAL
- 超級機器人大戰α外傳
- 超級機器人大戰OG SAGA 魔裝機神II REVELATION OF EVIL GOD
- 第二次超級機器人大戰OG
- 超級機器人大戰OG SAGA 魔裝機神III THE PRIDE OF JUSTICE

遊戲與故事流程
- DC系列

1. 超級機器人大戰外傳 魔裝機神 THE LORD OF ELEMENTAL第一章
2. 第二次超級機器人大戰
3. 第三次超級機器人大戰
4. 超級機器人大戰EX
5. 第四次超級機器人大戰 / 超級機器人大戰F與F完結篇
此代幾乎沒有魔裝機神的原創劇情，但DC組織乃與魔裝機神一起誕生，且魔裝機神第二章的故事也以此作為開頭，故仍視為魔裝機神故事的一部份
6. 超級機器人大戰外傳 魔裝機神 THE LORD OF ELEMENTAL第二章
7. 超級機器人大戰OG SAGA 魔裝機神II REVELATION OF EVIL GOD
8. 超級機器人大戰OG SAGA 魔裝機神III PRIDE OF JUSTICE

- OG系列